# Rainbow (Animelo Summer Liveの曲)
「rainbow」（レインボー）は、『Animelo Summer Live 2011 -rainbow-』のテーマソングが収録されたシングル。2011年7月27日にevolutionから発売された。

## 概要
前作「evolution 〜for beloved one〜』から約1年1ヶ月ぶりのリリース。また、発売レーベルがevolutionからであるのは初。
表題曲「rainbow」は、『Animelo Summer Live 2011 -rainbow-』のテーマソングとして使用されている。カップリングには同曲の「女性 Only Vocal Version」、「男性 Only Vocal Version」が収録されている。
楽曲の作詞・作曲は志倉千代丸が手掛けている。なお、志倉が『Animelo Summer Live』のテーマソングを手掛けるのは初。また、奥井雅美がテーマソングの製作に携わっていないのも初である。
表題曲にはPVが製作されており、既存曲と同様にレコーディング風景を使用した映像になっている。また、同PV、メイキング映像が収録されているDVDが同梱されている。
2011年5月16日までに追加で発表されたアーティストが参加しているが、宮野真守、志倉千代丸、榊原ゆい、佐咲紗花、ヒャダインは参加していない。

## 主な記録
2011年8月8日付のオリコン週間シングルチャートで61位を獲得。初動売上は0.1万枚を記録した。
2011年8月8日付のBillboard Hot Singles Salesで57位、Billboard Hot Animationで20位を獲得した。

## 批評
CDジャーナルは、「ファンとアーティストを繋ぐ架け橋という意味を込めた壮大で、温かみがある曲になっている。」と批評した。

## 収録曲
（全作詞・作曲：志倉千代丸、編曲：真下正樹）
1. rainbow [7:03]
歌：麻生夏子、いとうかなこ、ELISA、KISHOW（GRANRODEO）、栗林みな実、黒崎真音、JAM Project（影山ヒロノブ、遠藤正明、きただにひろし、奥井雅美、福山芳樹）、田村ゆかり、茅原実里、水樹奈々、May'n
  - 『Animelo Summer Live 2011 -rainbow-』テーマソング
2. rainbow（女性 Only Vocal Version） [7:01]
歌：麻生夏子、いとうかなこ、ELISA、奥井雅美、栗林みな実、黒崎真音、田村ゆかり、茅原実里、水樹奈々、May'n
3. rainbow（男性 Only Vocal Version） [7:01]
歌：遠藤正明、KISHOW（GRANRODEO）、影山ヒロノブ、きただにひろし、福山芳樹
4. rainbow（Instrumental）

## DVD
1. rainbow（Music Clip）
2. Making of rainbow